# Osrednješvedsko nižavje
Osrednješvedska nižina (švedsko Mellansvenska sänkan, Mellansvenska låglandet) je veliko območje nizkega reliefa in nadmorske višine na Švedskem, ki se razteza od švedske zahodne obale pri Bohuslänu do stockholmskega arhipelaga in Roslagena ob Baltskem morju. Osrednješvedska nižina tvori širok pas, ki se razteza v smeri vzhod-zahod, severno od južnošvedskega višavja in južno od pokrajine Norrland. Tradicionalno srce Švedske zaradi velikega števila prebivalcev in kmetijskih virov, regija pa ima dodatne koristi od bližine hidroelektrarn, gozdov in mineralnih virov. Nižina je tudi v dobrem položaju za trgovino z baltsko regijo. Te prednosti se odražajo v lokaciji švedske prestolnice Stockholm na vzhodnem koncu nižine. Večina švedske predelovalne industrije je v tej regiji.

## Relief, prst in vegetacija
Razlog, kako je nižavje doseglo svoj pogreznjen položaj glede na druge dele Švedske, ni jasen. Morda so njegove meje posledica gubanja v zemeljski skorji, možnost geoloških prelomov, ki tvorijo njegove meje ni izključena, nič od navedenega ni bilo najdeno. Velik del subkambrijskega peneplena, ki je sicer pogost na vzhodni Švedski, je ohranjen v osrednjem švedskem nižavju.
Relief regije vsebuje različna območja združenih dolin (švedsko Sprickdalsterräng), kar pomeni, da je pokrajina razčlenjena z dolinami, ki sledijo prelomom in drugim šibkim conam v predkambrijskih ščitnih kamninah. Nižine prečkajo eskerji, ki se raztezajo v smeri SSZ-JJV in so običajno gozdnati. V Västergötlandu nižavje vsebuje vrsto hribov, sestavljenih iz silurskih sedimentnih kamnin, to so: Kinnekulle, Halleberg, Hunneberg in Billingen.
Regija tvori pas rodovitnih tal, primernih za kmetijstvo, ki prekinja gozdnata in s tilom prekrita zemljišča na severu in jugu. Vrste tal v osrednješvedskem nižavju vključujejo drobnozrnate sedimente, kot so glina, kot patentne materiale. To je zato, ker je celotna regija pod najvišjo obalno črto (švedsko Högsta kustlinjen) od deglaciacije, kar je omogočilo morsko in jezersko sedimentacijo, preden je postglacialni odboj dvignil nižino nad morsko gladino. Pred širitvijo kmetijstva so rodovitna tla zasedala sosednja širokolistna drevesa, kjer so rasli javorji, hrasti, jeseni, drobnolistna lipa in navadna leska. Vendar pa osrednješvedsko nižavje vsebuje tudi tla slabe kakovosti, zlasti v hribih, kjer na tankih obdelovalnih tleh rasteta navadni bor in smreka.

## Hidrografija
Štiri največja švedska jezera, Vänern, Vättern, Mälaren in Hjälmaren, ležijo v nižavju. Osrednješvedsko nižavje je eno od desetih območij podzemne vode na Švedskem. Podzemna voda obale osrednjega švedskega nižavja vsebuje visoke količine klorida zaradi prisotnosti fosilne morske vode. Tla, razvita na drobnozrnatih sedimentih, so boljši blažilec zakisljevanja podtalnice kot tla drugod na Švedskem.